# Willem Leendert Correljé
Willem Leendert Correljé (Wieringerwaard, 27 april 1905 – Alkmaar, 15 augustus 1979) was een Nederlands burgemeester.
Hij werd geboren als zoon van Abraham Simon Correljé (1861-1936; zadelmaker) en Geertruida Keppel (1872-1948). Hij begon zijn ambtelijke loopbaan bij de gemeentesecretarie van Wieringerwaard. Later was hij werkzaam bij voor de gemeente Sint Maarten en in 1930 maakte hij de overstap naar de gemeente Zijpe waar hij ging werken als eerste ambtenaar. Correljé was vanaf november 1946 de burgemeester van Callantsoog. In 1970 ging hij daar met pensioen en in 1979 overleed hij op 74-jarige leeftijd.